# Тагарыш (посёлок)
Тагарыш — посёлок в Новокузнецком районе Кемеровской области. Входит в состав Красулинского сельского поселения.

## География
Центральная часть населённого пункта расположена на высоте 218 метров над уровнем моря.

## История
Посёлок создан в 1997 году в связи с разработкой Ерунаковского угольного месторождения. Находясь в 30 км от города территориально подчинялся Новокузнецкому горсовету. Из-за удаленности от города и отсутствия социальных объектов поселок не развивался. В 2004 году вошел в состав Красулинского сельского поселения Новокузнецкого муниципального района.
В 2012 году запланировано переселение жителей в Новокузнецк и ликвидация посёлка.

## Население
| 2010 |
| ---- |
| 245  |

По данным Всероссийской переписи населения 2010 года, в посёлке Тагарыш проживает 245 человек (111 мужчин, 134 женщины).